# Henninger-Turm
Der Henninger-Turm war ein Getreidesilo und Aussichtsturm der Henninger-Bräu AG an der Adresse Hainer Weg 60–64 im Stadtteil Sachsenhausen-Süd von Frankfurt am Main. Das vom Architekten Karl Emil Lieser geplante Bauwerk wurde von 1959 bis 1961 mit einer Gesamthöhe von 119,5 m errichtet. Es bestand aus einem quaderartigen Silo mit seinem aufgesetzten markanten Aussichtsturm und dessen, einem Fass ähnelnden, Turmkorb. Die Einweihung fand am 18. Mai 1961 statt.
Der Turm enthielt ursprünglich zwei Aussichtsplattformen, eine kleine in 109,2 m und eine große in 106,4 m Höhe. Unter dieser befand sich im Turmkorb in 100,3 m Höhe ein Drehrestaurant und darunter eine Küchen- und Erschließungsebene. 1969/1970 bekam der Aussichtsturm durch Verbauung der großen Aussichtsplattform zu einem zweiten Drehrestaurant ein verändertes Erscheinungsbild mit einem nun höheren Turmkorb. Bis 1974 blieb der Henninger-Turm das höchste Bauwerk der Stadt Frankfurt. Seit 2002 war der Aussichtsturm für den Besucherverkehr geschlossen, da er keinen zweiten Fluchtweg für den Besucherverkehr hatte.
Im Januar 2013 begannen die Abbrucharbeiten, die bis zum Jahresende dauerten und fast 1,5 Millionen Euro kosteten. 2014 bis 2017 entstand auf dem Grundstück ein 140 Meter hohes Wohnhochhaus als Neuer Henninger-Turm, das sich grob am Erscheinungsbild des alten Turms orientiert.

## Baubeschreibung

### Gestalt und Konstruktion

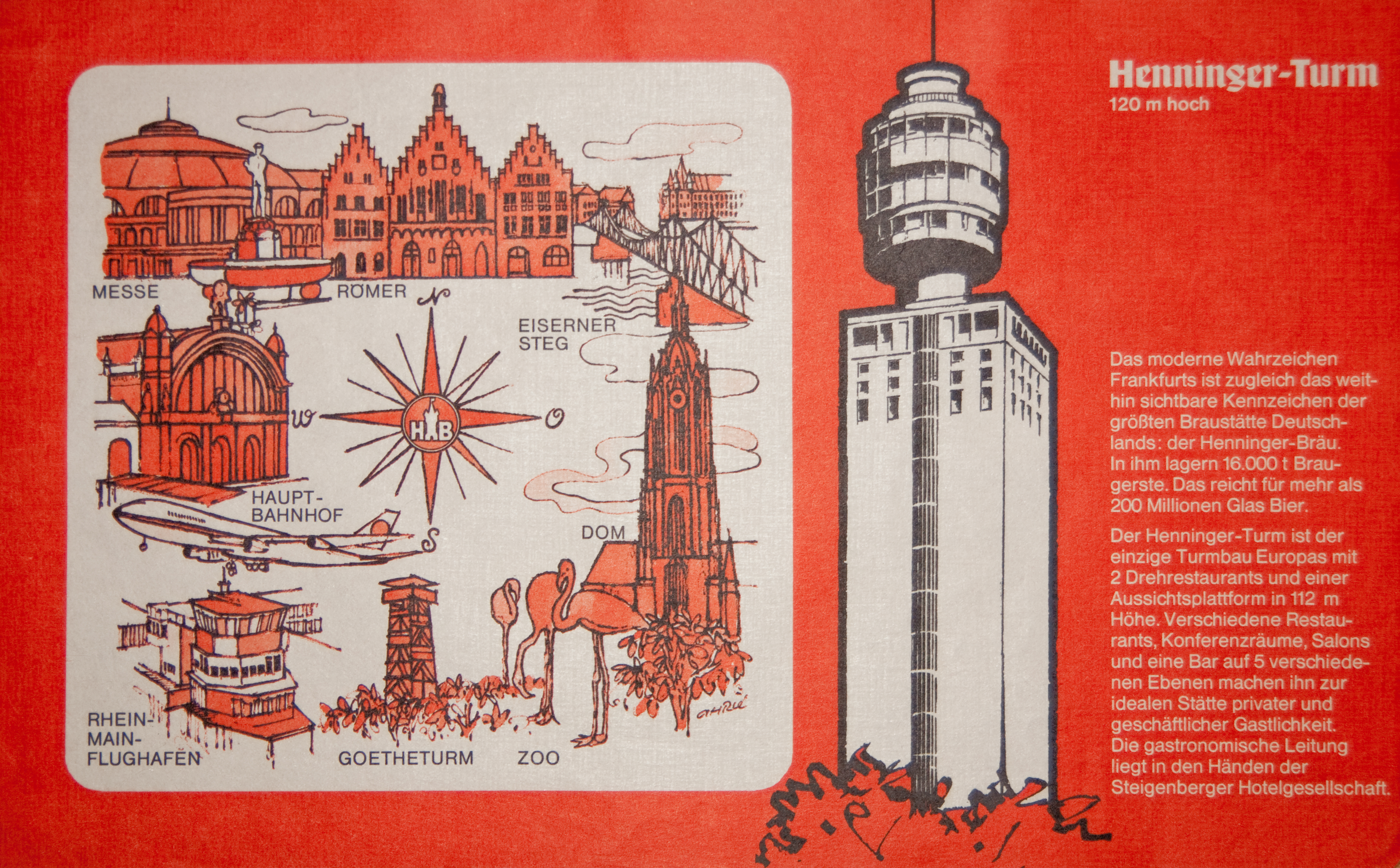
Original Platzset aus dem Henninger-Turm-Restaurant (nach dem Umbau 1969/1970, mit dem der ursprünglich zweistöckige Turmkorb durch Verbauung der großen Aussichtsplattform zu einem Drehcafé dreistöckig wurde)

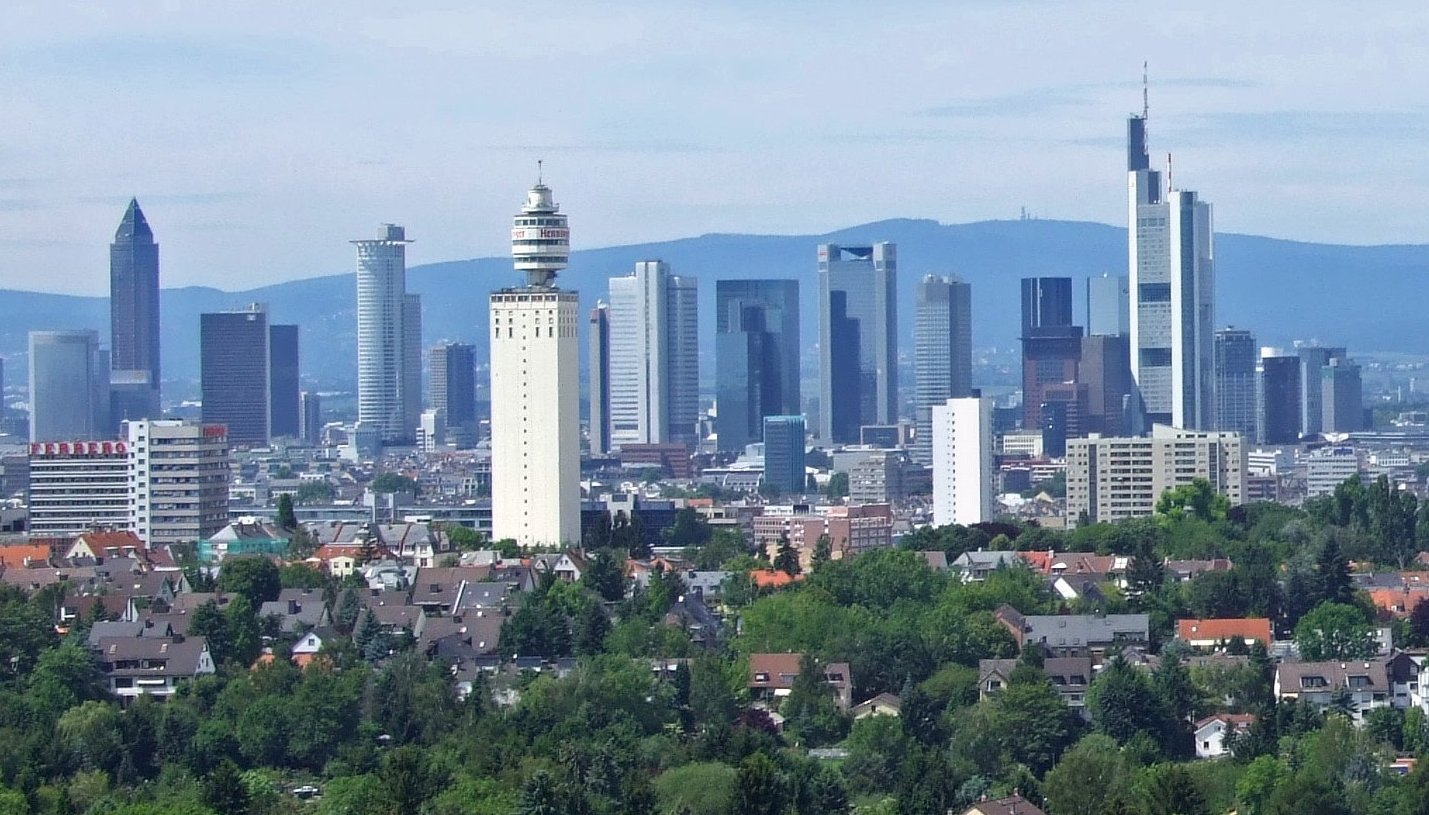
Im Vordergrund der Henninger-Turm mit dessen rückwärtiger Seite des Silos in Blickrichtung Norden auf die Frankfurter Skyline, 2007

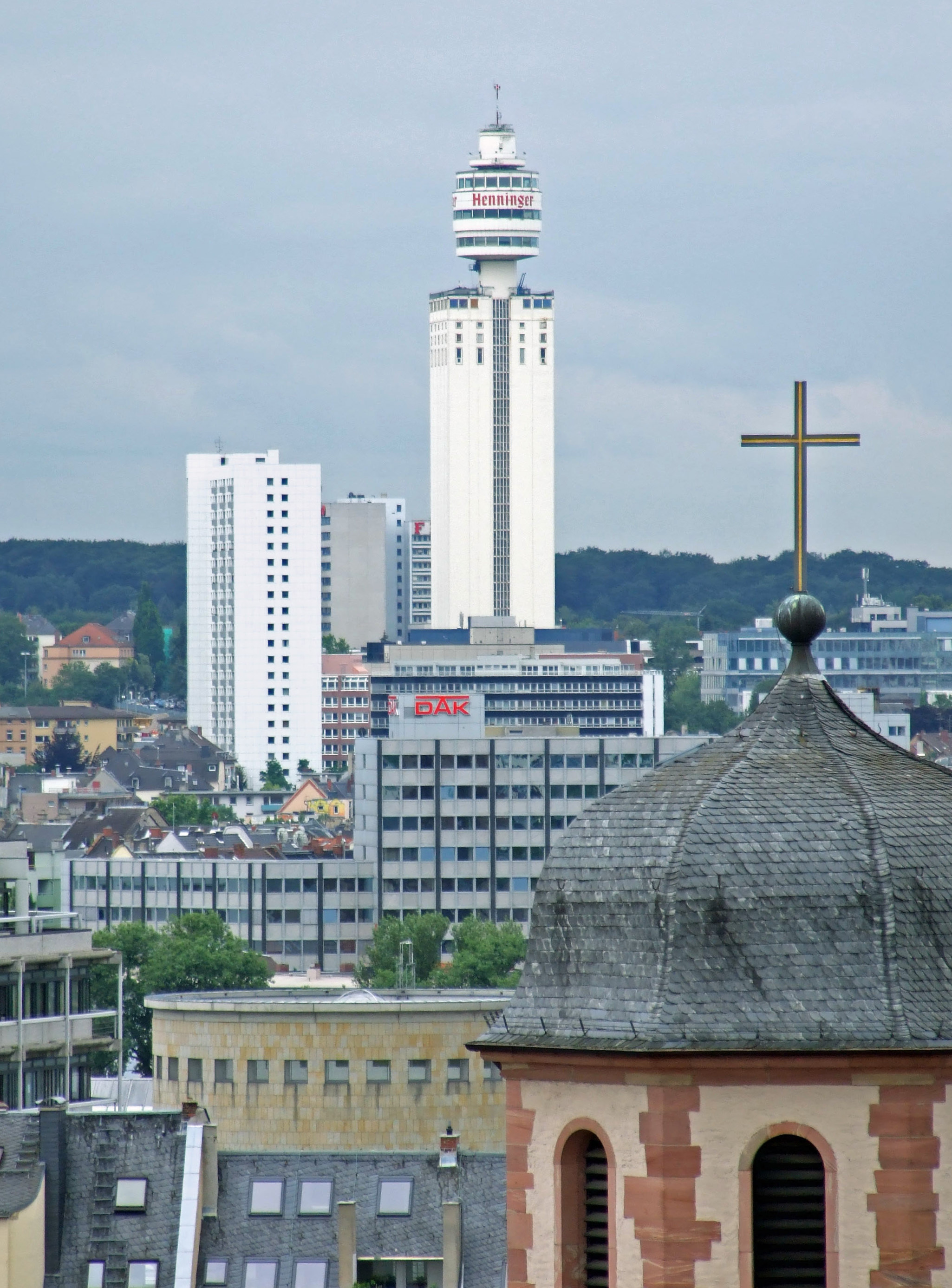
Ansicht des Henninger-Turms aus der Innenstadt mit dessen Vorderseite des Silos, dem verglasten Haupttreppenhaus und mit dem aufgesetzten Aussichtsturm in der Blickrichtung Süden von der Zeilgalerie in der Innenstadt, 2007

Der Henninger-Turm bestand aus einem Silo und dem zylindrischen Aussichtsturm samt Turmkorb mit ursprünglich einem Drehrestaurant, später mit einem zusätzlichen Drehcafé (siehe unten). Es sollte der Eindruck entstehen, dass es sich bei dem Bauwerk um einen dynamisch vom Boden aufragenden runden Turm und einen quaderförmigen Baukörper, der ersteren fast zur Gänze umschließt, handelt. Das gesamte Bauwerk war auf einer 25 × 25 m großen und 1,25 m dicken Fundamentplatte aus Stahlbeton gegründet, die die Kräfte auf den darunterliegenden Felsboden verteilte. Das Gebäude stand auf 36 Betonstützen, die durch alle Stockwerke durchgingen und sich nach oben verjüngten. Die jeweils äußeren sechs Stützen waren direkt mit den Außenmauern verbunden. Die restlichen 16 bildeten die Ecken der Silozellen und waren unter- und oberhalb des Silos freistehend, und durch Stahlbetontraversen auch miteinander verbunden.
Die Betonarbeiten bis zu den Speicherzellen wurden in üblicher Holzschalung ausgeführt. Ab da wurde der Turm in Gleitschalung errichtet. Die Verteilergeschosse oberhalb der Silozellen wurden konventionell geschalt. Die Außenwand des zylindrischen Turmaufsatzes war zwischen 21 und 24 cm stark, von dieser führten jeweils zwanzig auskragende Trägerkonsolen eine Decke des Turmkorbes. Diese vier Elemente – durchgehende Aufzug- und Treppenschächte, massive Siloaußen- und -trennwände und Säulen auf quadratischem Raster sowie der Turmzylinder – sorgten im Verbund für die nötige Standfestigkeit. Das Bauwerk hatte ein Eigengewicht von 17.335 t und ein maximales Gesamtgewicht von 31.611 t.

### Erschließung
Die Haupterschließung, an der der Frankfurter Skyline zugewandten Seite, diente dem allgemeinen Personenverkehr. Hier befanden sich vom Erdgeschoss ausgehend die Haupterschließungstreppe (an der sich die Zählung der Obergeschosse orientierte) und eine Aufzugsgruppe mit zwei Schnellaufzügen. Der durchgehende Aufzugschacht der beiden Personenaufzüge war aus Stahlbeton ausgeführt und von einem Halbkreis mit 7,3 m Durchmesser umschlossen. Er führte bis hinauf in den Turmkorb des Aussichtsturms. Der Aufzugschacht wurde komplett in Gleitschalung ausgeführt.
Das Haupttreppenhaus des Silos, das bis in die dritte Ebene des Turmkorbs des zylindrischen Aussichtsturmes führte, wurde ab dem 3. Stockwerk im gleichen Durchmesser von 7,3 m wie der Turmhals mit einer nach außen hin gekrümmten Verglasung ausgeführt, um den im Quader steckenden Zylinder für den Betrachter sichtbar zu machen. Es gab einen durchgehenden, bis auf das Treppenhaus und die Fensterfront geschlossenen Turmschaft in Massivbauweise. Bis zum 15. Obergeschoss war die Haupttreppe als U-Treppe mit Halbpodesten ausgeführt, ab dem 16. Obergeschoss als einläufige Kreisbogentreppe mit dem Treppenauge an der Fensterseite. Die Treppenanlage ging in den zylindrischen Turmfortsatz über, sodass man über 596 Stufen die ehemalige große Aussichtsplattform erreichte.
Im Erdgeschoss befand sich die erste Aufzugshaltestelle, in 40,3 m Höhe ein 2. Zwischenhalt zu den Siloebenen. Der 3. und 4. Halt erschloss die beiden Schalt- bzw. Verteilerstockwerke und der 5. Halt die Restaurantebene des Silo-Quaders. Mit dem 6. Halt war im Turmkorb die Küchenebene erschlossen, in der sich auch Toiletten befanden.
Mit dem 7. Halt gelangte man in das Drehrestaurant und mit dem 8. und letzten Halt auf die große offene Aussichtsplattform, die im nachmalig höheren Turmkopf, zum Drehcafé umgebaut wurde und das später auch als Firmenmuseum der Brauerei genutzt wurde.
Rund drei Meter darüber befand sich die kleine Aussichtsplattform, die nur über eine Treppe zu erreichen war. Noch weiter oben im Turmkopf waren zwei Betriebsgeschosse, die über Leitern erreicht werden konnten. In dem obersten dieser Geschosse, mit Deckenunterkante von 118,50 m und rundum mit kleinen Fenstern belichtet, war der Triebwerksraum der Schnellaufzüge untergebracht.
An der gegenüberliegenden, der Innenstadt mit der Frankfurter Skyline abgewandten Seite des Bauwerks und zur Aschaffenburger Straße hin, befand sich im Silo-Quader ein kleineres rechteckiges Treppenhaus, zu dem nur das Brauereipersonal Zutritt hatte. Nach innen hin schloss daran ein Schacht an, der in der ursprünglichen Planung ein Aufzugsschacht hätte werden sollen.
Der anfängliche Fahrpreis der Schnellaufzüge betrug eine Mark, im August 1961 seien bereits 250.000 Personen nach oben befördert worden.

### Quader

#### Silo
Der Silo war in Form eines Quaders mit quadratischer Grundfläche von 20,68 × 20,68 m hatte eine Dachhöhe von 87,0 m. Das geforderte Silo-Speichervolumen betrug 14.000 t.
Im 3,5 m tiefen Kellergeschoss des Turms befand sich die Schüttgutannahme sowie Maschinen- und Vorratsräume. Im ersten Stockwerk in 4,10 m Höhe befand sich die Entnahme für das Schüttgut. Diese führte über eine Rohrleitungsbrücke auf die gegenüberliegende Seite des Hainer Wegs in die Brauerei. Darüber befanden sich mehrere massive Speicherzellen für Gerste und Malz, deren Fassungsvermögen zusammen 14.276 t betrug. Der maximale Seitendruck auf die 18 cm dicken Stahlbetontrennwände lag bei 4,5 t/m².
Auf der Ebene in 72,8 m Höhe (17. Obergeschoss) mit dem 3. Aufzugshalt war ein 5,00 m hohes Verteilerstockwerk für das Schüttgut untergebracht, das untere Schaltstockwerk. Dieses war an der Fassade durch die untere der drei Fensterreihen mit länglichen, stehenden Fensterformaten ablesbar. Die zwei Fensterreihen darüber belichteten das 19. und 20. Obergeschoss, in dem sich elektrische Anlagen und Aufenthaltsräume befanden. Das 20. Obergeschoss als oberes Schaltstockwerk mit dem 4. Aufzugshalt war ein halbes Zwischengeschoss.

#### Öffentlicher Bereich
Im Erdgeschoss befand sich eine Turmschänke genannte Kneipe nebst Küche sowie in einem Anbau der Haupteingang, die Kasse für den Turm und den Parkplatz. Funktional schon dem Aussichtsturm mit seinem Besucherverkehr zugerechnet befand sich in 83,3 m Höhe im 21. Obergeschoss des Silo-Quaders eine Restaurantebene mit einer Geschosshöhe von rund 4 m, das von außen betrachtet durch ein umlaufendes Fensterband erkennbar war. In der Mitte befanden sich ursprünglich Blumenbeete, eine Tanzfläche und Wasserspiele. Entsprechend einem Beitrag der ARD-Tagesschau vom Eröffnungstag am 18. Mai 1961 war dieser Dachgarten, der durch einen kleineren geschlossenen Vorbau vom Turm aus zu erreichen war, jedoch anfänglich großteils noch ohne Dach. An dessen Randzone rundherum waren die Tische gruppiert, die durch ein 2 m breites begehbares Dach vor Witterungseinflüssen geschützt waren.

### Aufgesetzter Aussichtsturm

#### Aussichtsplattformen
Der aufgesetzte Turmaufsatz hatte eine Höhe von 31,5 m, was zu einer Gesamthöhe von 119,5 m führte. Der Schaft hatte in Höhe der Turmaufbauten einen Durchmesser von 7,3 m, nach Ciesielski (siehe Literatur) hatte er unterhalb der ersten Plattform einen Durchmesser von 6,70 m.
Die große Aussichtsplattform in 106,43 m Höhe mit dem 8. und letzten Lifthalt wurde für den Publikumsverkehr durch zwei jeweils 15 Personen fassende Schnellaufzüge mit einer Fahrzeit von etwas mehr als zwei Minuten ab dem Erdgeschoss erschlossen. Diese ursprünglich offene Aussichtsterrasse war mit einem Durchmesser von 17,00 m oberhalb des Drehrestaurants ausgeführt und zugleich dessen Dach.
Nur über eine weitere Treppe innerhalb des Turmschafts zu erreichen, befand sich rund um diesen als 31. Obergeschoss in 109,23 m Höhe eine kleine offene Aussichtsplattform, auf der auch Münzfernrohre aufgestellt waren.

#### Turmkanzel
Die 6. Aufzugshaltestelle erschloss in der ersten Ebene der Turmkanzel im 26. Obergeschoss auf 95,73 m Höhe die Restaurantküche und die Toiletten. Geplant war hier anfangs auch eine sogenannte „Frankfurter Stube“ mit Platz für 40 Personen. In der Ebene darüber in 100,33 m Höhe und bei Aufzugshalt Nummer 7 im 28. Obergeschoss befand sich das Drehrestaurant, das für 160 Gäste ausgelegt war, und sich nach Angabe eines Beitrages der ARD-Tagesschau vom Eröffnungstag am 18. Mai 1961 „einmal in der Stunde um die eigene Achse dreht[e]“. Einem Artikel in der Frankfurter Rundschau (FR) im Januar 2013 entsprechend, rotierte das Restaurant mit „zwei Motoren […] zweimal pro Stunde um die eigene Achse“, also einmal in 30 Minuten, und wurde „vom ersten Tag an als ‚Frankfurter Lokalsensation‘ bewundert.“ Demnach soll der damalige Direktor Dangel, einer Kolumne im Lokalteil der FR nach, worin der Kolumnist Bastian unter „Ich bin auch für Stil“ den Krawattenzwang im Drehrestaurant kritisierte, das Personal zwar angewiesen haben, die Besucher nicht unterschiedlich zu behandeln, jedoch „gebe [es] allerdings Grenzen: ‚Wenn ein Gast in Shorts und mit auf der Brust völlig geöffnetem Hemd‘ erscheine. Danach wird ‚die Umdrehung des Restaurants verlangsamt‘, mit dem Stadtpanorama, in den 60er Jahren noch bar jedes Hochhausturms, geht es von da an nur noch einmal in der Stunde rund.“
In den Monaten rund um die Jahreswende 1969/70 wurde auch die ursprüngliche offene Aussichtsterrasse zu einem Vollgeschoss (30. Obergeschoss) des nunmehr höheren „Fasses“ mit einer zweiten Drehebene und Fußbodenhöhe von 106,7 m umgebaut, wodurch die ursprünglich zweistöckige Turmkanzel höher und dreistöckig wurde. Dieses Drehcafé war jedoch nur wenige Jahre als Restauration in Betrieb, da sich die Bewirtschaftung zweier Drehrestaurants als unrentabel herausgestellt hatte und stand später noch als Firmenmuseum der Brauerei in Verwendung.
Beide Drehrestaurants bzw. deren Stockwerke waren mittels zweier Speiseaufzüge mit je 50 kg Traglast mit der Küche in der untersten Ebene des Turmkorbs (des „Fasses“) verbunden. Es gab einen Personenaufzug für das Küchenpersonal, der beide Küchen und die öffentlich zugänglichen Räume direkt verband.

#### Drehmechanik
Das Drehrestaurant und das später hinzu gekommene Drehcafé rotierten auf Fußbödenringen rund um den Turmschaft bei feststehender Wand des Turmkorbs. Die Fußböden waren auf Stahlgestellen mit jeweils einem inneren und einem äußeren Ring montiert. Gleichermaßen befanden sich solche Ringe auf den Unterkonstruktionen der Plattformen. Zwischen diesen rollten innen und außen mehrere Laufräder. Die Drehkonstruktionen wurde mittels elektrischer Motorkraft über eine kettenähnliche Verzahnung auf einem mittig befestigten Ring in Bewegung gesetzt.
Es gab mehrere Revisionsöffnungen in den beiden Drehböden, durch die Monteure an das Drehgestell gelangen konnten. Zu diesem Zweck waren auch fest montierte Beleuchtungen angebracht.

## Abbruch und Neubau
Im November 2012 wurde der Abbruch des Turmes beschlossen, um an seiner Stelle ein rund 140 m hohes Wohnhochhaus zu errichten, den Neuen Henninger-Turm. Es lehnt sich in der Kubatur an das alte Brauereisilo an. Ebenfalls auf dem Henninger-Areal befinden sich Restaurants sowie ein Einzelhandelszentrum mit einer Fläche von 12.000 Quadratmeter. Die Villa Henninger aus dem Jahr 1875, gelegen am Wendelsweg (Nr. 64) und in der die Direktion der ehemaligen Brauerei residierte, musste aus Denkmalschutzgründen bestehen bleiben und wurde in das Projekt eingebunden.
Anfang Januar 2013 begannen die Abbrucharbeiten, zunächst mit der Entsorgung Asbest-kontaminierter Bauteile. Der eigentliche Abbruch des Silos mit dem aufgesetzten Aussichtsturm begann im Februar 2013. Zum Jahresende waren die Abbrucharbeiten, die fast 1,5 Millionen Euro kosteten, abgeschlossen.
Das Gelände gehört über Actris der Familie von Dietmar Hopp.

## Galerie

Ehemaliger Einfahrtsbereich des Besucherparkplatzes mit Eingangshalle und Turm, vor dem Abriss 2013
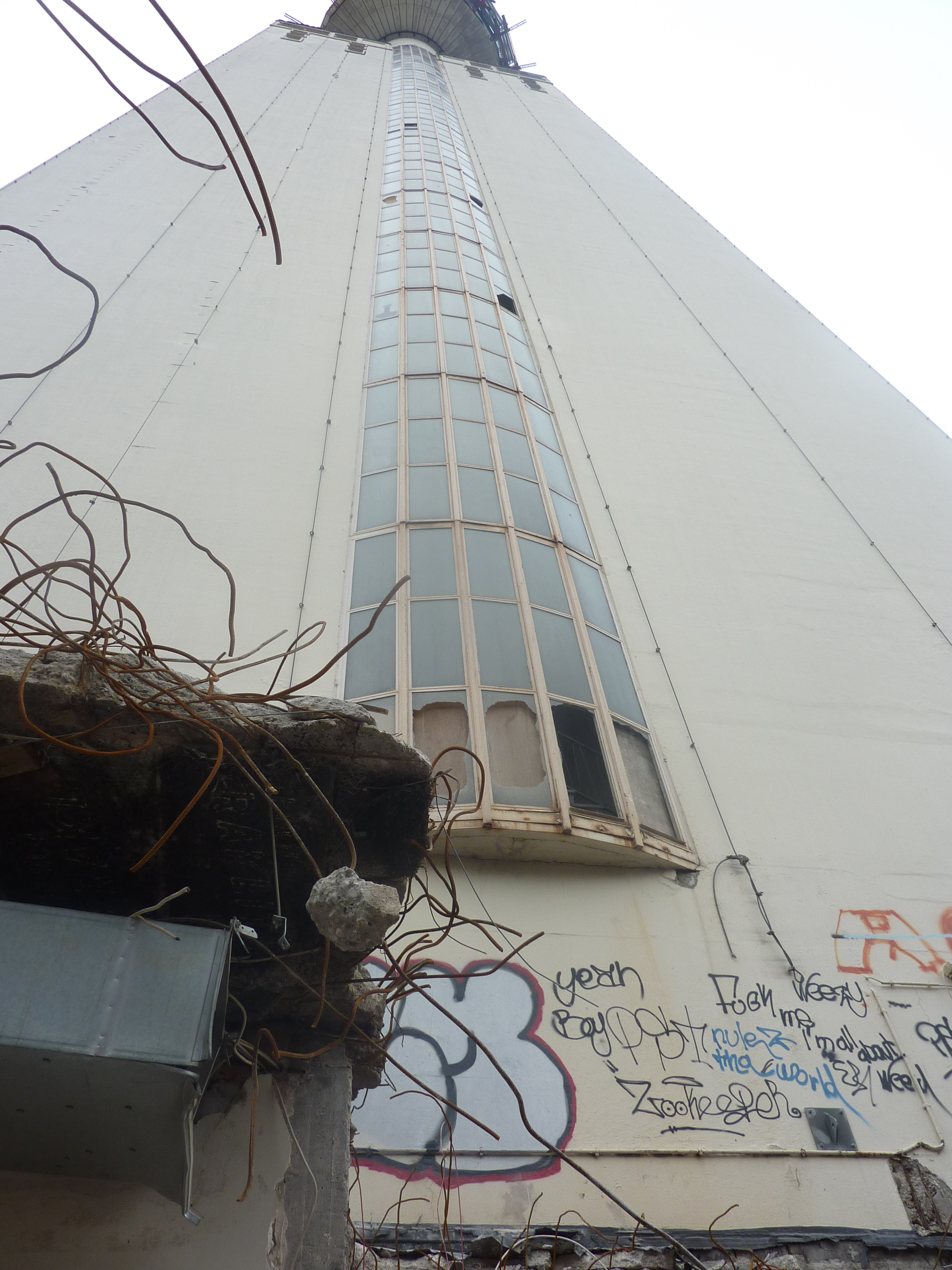
Blick von unten auf den Henninger-Turm von der Südostseite mit dem gläsernen Haupttreppenhaus den Silo hinauf zum Turm, 2013
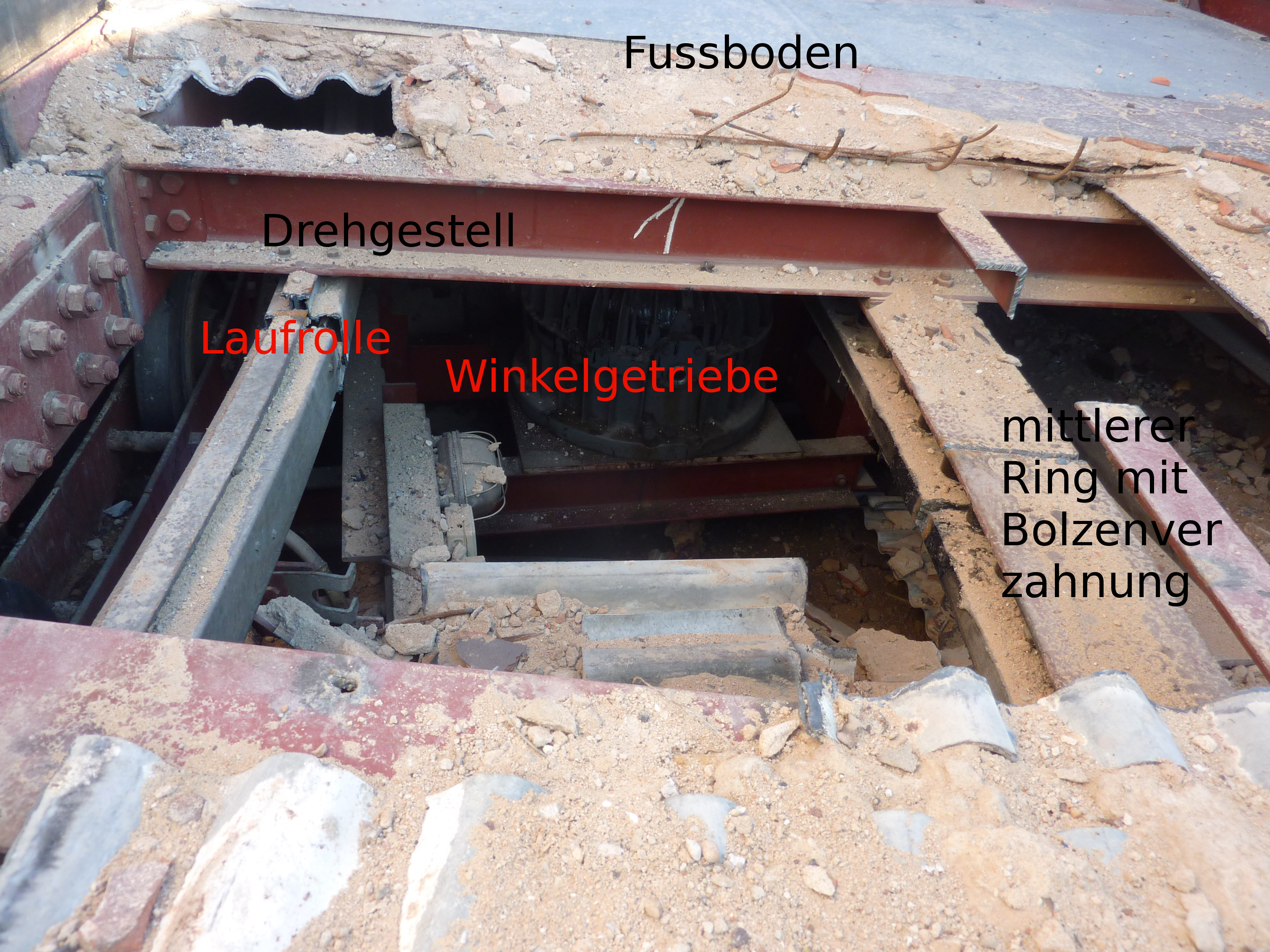
Details der Drehmechanik des Drehcafés und nachmaligen Firmenmuseums der Brauerei als 30. Stockwerk mit letztem Aufzugshalt, der ursprünglich die große Aussichtsplattform war, 2013
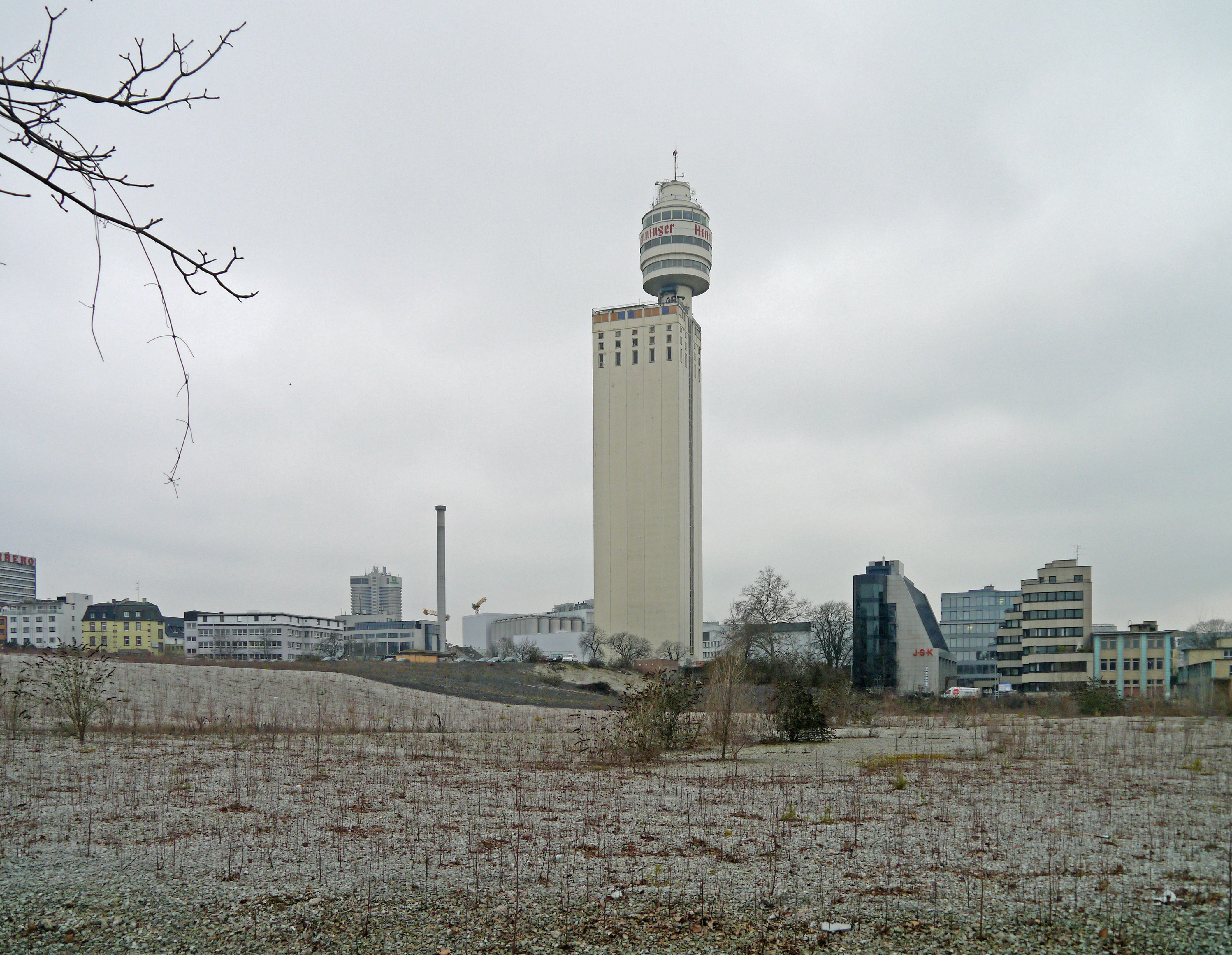
Ehemaliges Henninger-Gelände im Jahr 2013 vor dem Abbruch des Henninger-Turms
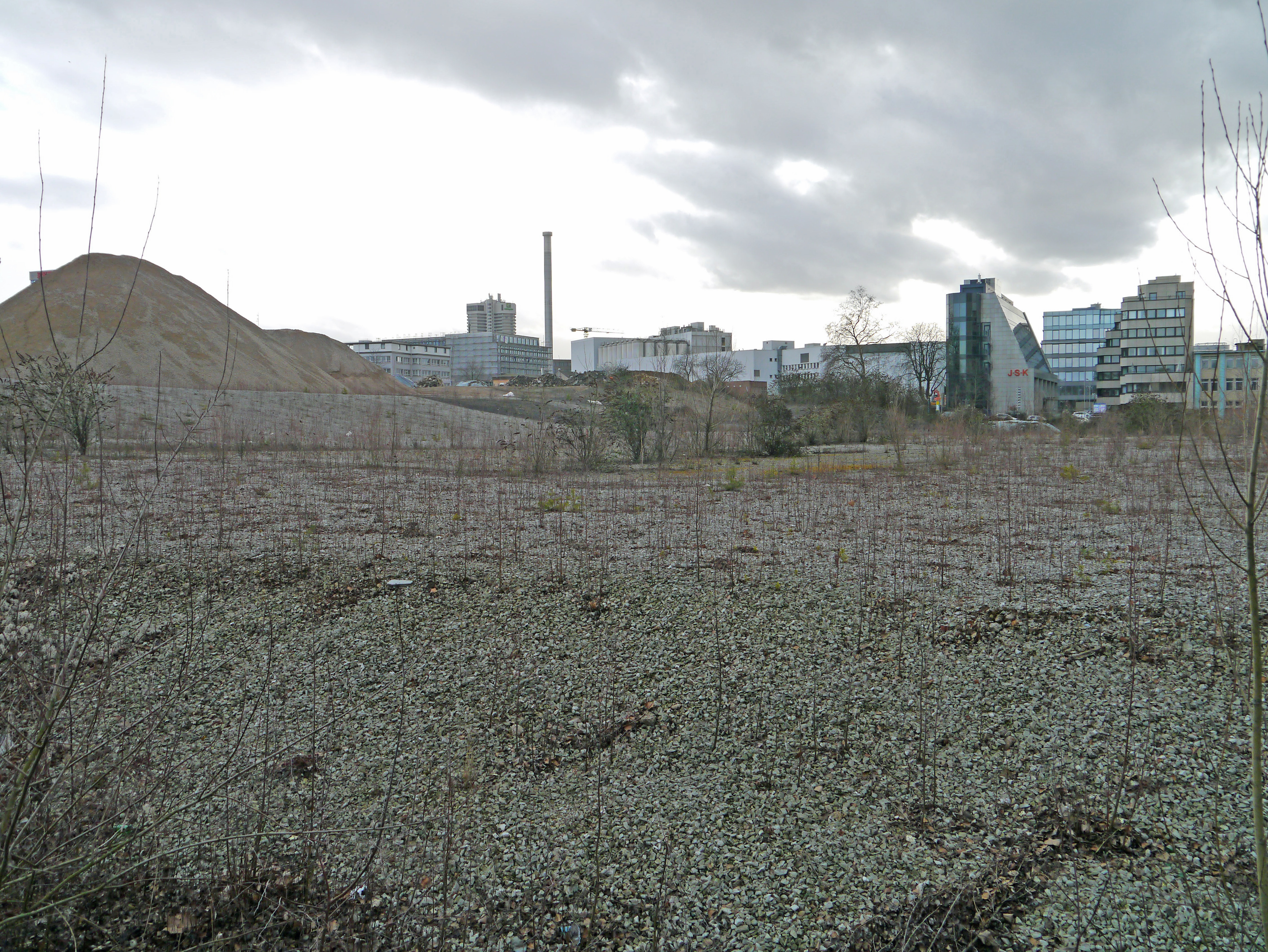
Ehemaliges Henninger-Gelände im Jahr 2014 nach dem Abbruch des Turms

## Sonstiges
Um mit dem Turm zu werben, wurde von 1962 bis 2008 alljährlich von der Henninger-Brauerei und der Gesellschaft zur Förderung des Radsports das Radrennen Rund um den Henninger-Turm ausgerichtet. Im Jahr 1964 und von 1968 bis zum Ende war der 1. Mai Austragungstag des Rennens.
Start und Ziel des Radrennens war dabei immer in der Nähe des Turms, wurde jedoch teilweise von Jahr zu Jahr verschoben. War die Start-/Ziellinie 1962 noch in Höhe des jetzigen Ferrero-Neubaus, wurde diese in den 1980er und 1990er Jahren immer in der Nähe der Silobrücke des Turms platziert.
Am 18. März 1995 war der Henninger-Turm für das Fernsehen Austragungsort der Wetten, dass..?-Außenwette (Folge 94): Der Kandidat Dieter Ranftl wettete, vom Erdgeschoss bis auf die oberste Plattform, der kleinen Aussichtsterrasse, schneller über die Treppen hinaufzulaufen, als es mit dem mit elf Personen besetzten Fahrstuhl möglich sei, wobei eine Person von der letzten Ausstiegsstelle im Drehcafé ebenfalls noch eine Treppe bis zur Aussichtsterrasse nehmen musste. Der Kandidat verlor die Wette.
Seit dem 31. Oktober 2002 war der Henninger-Turm für den Besucherverkehr geschlossen, da der Brandschutz durch das Fehlen eines zweiten Rettungsweges nicht gewährleistet war.
Im Jahr 2005 hat das Getreidesilo der Schapfenmühle in Ulm-Jungingen den Henninger-Turm als weltweit höchsten noch in Benutzung befindlichen Siloturm abgelöst.

## Film
- Abschied vom Henninger Turm. Frankfurts Wahrzeichen verschwindet. Dokumentarfilm 2018 (ursprünglich Dezember 2013[6]), 29:24 Min., Buch und Regie: Simone Jung, Produktion: Hessischer Rundfunk, Sendereihe: hessenreporter, Ausstrahlung am 1. Mai 2018: Kurzbeschreibung mit eingebundenem Video auf der Website des hr-fernsehens in der Fassung vom 20. April 2019.